# NATURAL DRIVIN'
NATURAL DRIVIN' はLOVE FMで2011年4月2日から放送されているラジオ番組である。

## 概要
土曜日の午前中から昼にかけて放送されるワイド番組であり、ドライブに最適な情報や音楽などによって構成されている。

## 放送時間
- 土曜日 10:00 - 13:00

## ナビゲーター
- 佐藤ともやす

## 主なコーナー
- 10:55 ぴよぴよラジオ♪…ファーマフーズ提供のフロート番組
- 12:20 Traffic Report…くじゅう花公園提供
- 12:30 GO! GO! Boom'N Go! TAKADA! (毎月第2週)…豊後高田市提供
  - NOAS FMの番組「Vivid Color」との同時生放送。

## スポンサー
- 福岡県オールトヨタグループ（11時台のみ）